# 감리교회 본처목사
감리교회 본처목사(Methodist local preacher)는 감리교회에서 정기적으로 예배와 설교를 인도할 수 있는 평신도나 집사를 말한다. 18세기말, 감리교회가 영국교회에서 분리되면서 안수받은 목사(장로)들과 구별되어 목사들을 도와주는 역할을 한다. 개체교회에서 목회 자격을 허가 받은 사람으로 매년 지방회 안수사역부의 승인을 받는다. 감리교회 본처목사는 성례전을 포함하여 안수교역자에게 주어진 모든 임무를 수행하지만, 감리사의 지도 아래 파송받은 구역에서만 목회한다. 본처목사는 정회원 지도목사로부터 필요한 교육과정과 목회상의 책임을 자문하며 안수과정을 밟게 된다.  